# Пресбиопия
Пресбиопията (от гръцки πρέσβυς, „старец“), още известна като старческо далекогледство, е състояние на очите, което обикновено започва да се развива след 40-годишна възраст и прогресира до 60-годишна възраст. В началния етап от развитието на пресбиопията измененията водят до намаляване на зрителната острота при гледане наблизо (при работа на разстояние 35 — 50 см). При по-нататъшно развитие на пресбиопията тези изменения могат да намалят и зрителната острота при гледане надалеч, като това по-често се дължи на излизащо на повърхността скрито далекогледство. В зависимост от нивото на развитие на пресбиопията се определят очила за близко, за работа на средни разстояния (70 см — 1,5 м) и за далеч. В този възрастов период е необходимо всеки човек да си проверява зрението при лекар-офталмолог и да си коригира своевременно очилата на всеки 1 – 1,5 години.
Този процес се дължи на изменения в структурата, еластичността и пречупващата способност на естествената леща на окото — тя става по-дебела и с по-изпъкнали повърхности, но въпреки това губи пречупващата си сила (т. нар. парадокс на лещата). Причината е в намаляването на показателя на пречупване на прозрачните ѝ тъкани (кристалина) с времето, често съпроводено с помътняване (катаракта).
Пресбиопията не е болест и не трябва да се разглежда като стареене на очите. Това е нормален процес и най-малкият проблем в офталмологичната практика.